# 땀꼭-빅동

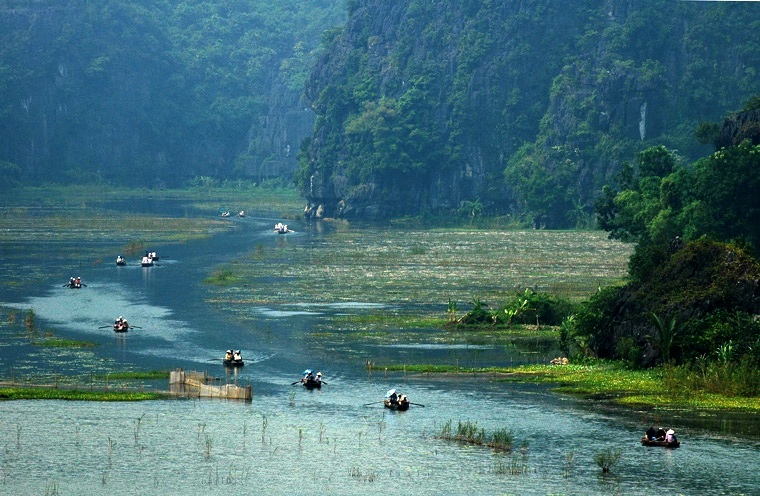
땀꼭의 정경

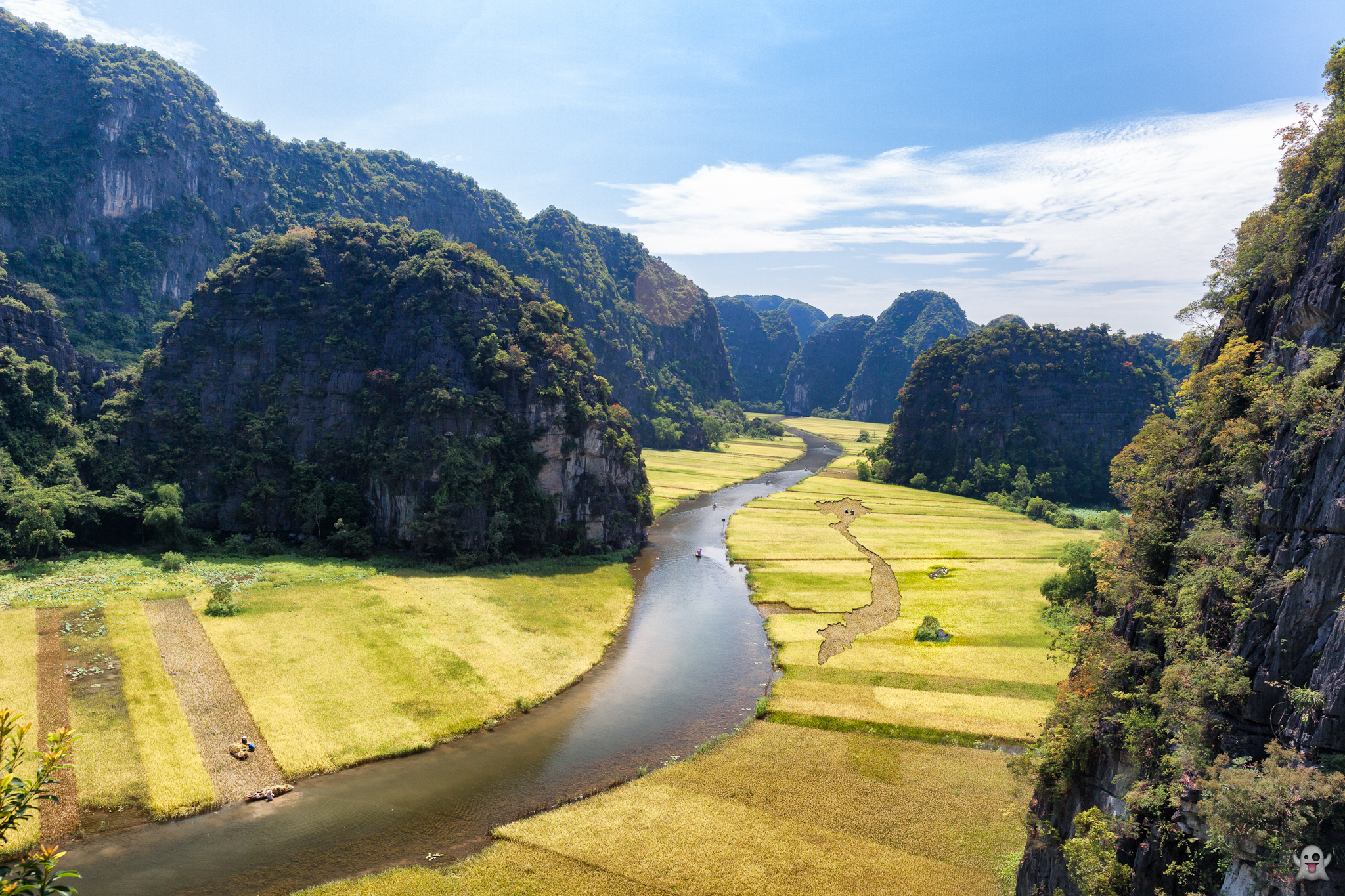
땀꼭의 수확철

땀꼭-빅동(베트남어: Tam Cốc - Bích Động / 三谷碧洞)은 베트남 닌빈성 호알르시 닌하이 사에 있는 동굴 단지이다..
땀꼭-빅동은 ‘지상의 하롱베이’과 같은 유명한 이름으로도 알려져 있으며 베트남의 주요 관광 목적지이다. 전체 시스템 영역은 석회암 동굴과 쩐 왕조의 불럼 황궁 유적지와 관련된 역사적 유적지, 짱안 풍경구는 베트남 총리에 의해 국가 특별 기념물로 선정되었으며, 유네스코에 의해 세계유산으로 선정되었다.

## 개요
땀꼭-빅동 관광 구역은 현재 350.3 ha의 자연 면적을 가지고 있으며, 국도 1A에서 2km, 호알르시중심에서 7km, 땀디엡시에서 9km 떨어진 곳에 위치해 있다. 주로 이 지역은 닌하이 사(호알르시) 지역에 밀집되어 있다. 주요 명소로는 땀꼭, 꼬비엔라우, 써니밸리, 냠 계곡, 빅동사, 댄스 동굴이 있다.
- 유람선 노선에는 다음이 포함된다. 반람 부두 경로 - 응오동강 - 땀콕, 수로가 가로지는 지역(빅동 아래) 탁빅 - 써니 계곡.
- 하이킹, 자전거 및 산악 관광지: 산과 빅동사; 띠엔 동굴; 댄스 동굴; 꼬비엔라우 고택; 타이비사 – 티엔으엉 동굴

## 주요 관광 노선

### 땀꼭
땀꼭은 까 동굴, 하이 동굴, 바 동굴을 포함한 ‘3개의 동굴’을 의미한다. 세 개의 동굴은 모두 산을 찌르는 응오동강에 의해 형성된다. 땀꼭은 땀꼭 – 빅동 관광 구역에서 최초로 유람선이 이용된 노선이다.
- 까 동굴(Hang Cả)은 길이가 127m이고, 큰 산을 통과하는 입구의 너비는 20m가 넘는다. 동굴 안은 기후가 꽤 서늘하고 여러 가지 모양으로 종유석이 늘어져 있다.
- 하이 동굴(Hang Hai)은 길이가 60m로 까 동굴에서 약 1km 떨어진 곳에 위치해 있다. 동굴 천장에는 이상한 종유석이 많이 있다.
- 바 동굴(Hang Ba)은 길이가 50m로 하이 동굴 옆에 위치해 있으며, 다른 두 동굴보다 낮은 석조 아치형의 천장을 가지고 있다.

땀꼭을 방문하고 싶은 방문객들은 중앙 부두에서 배에서 내린다. 배는 낭떠러지를 굽어가는 응오동강, 물을 가로지르는 동굴, 논을 지나간다. 왕복에는 2시간 정도가 소요된다. 땀꼭의 풍경은, 특히 응고동강 양쪽에 있어서, 들판에 벼가 자라는 계절(녹색벼, 누런 벼 또는 은색 물)에 따라 변할 수 있다.

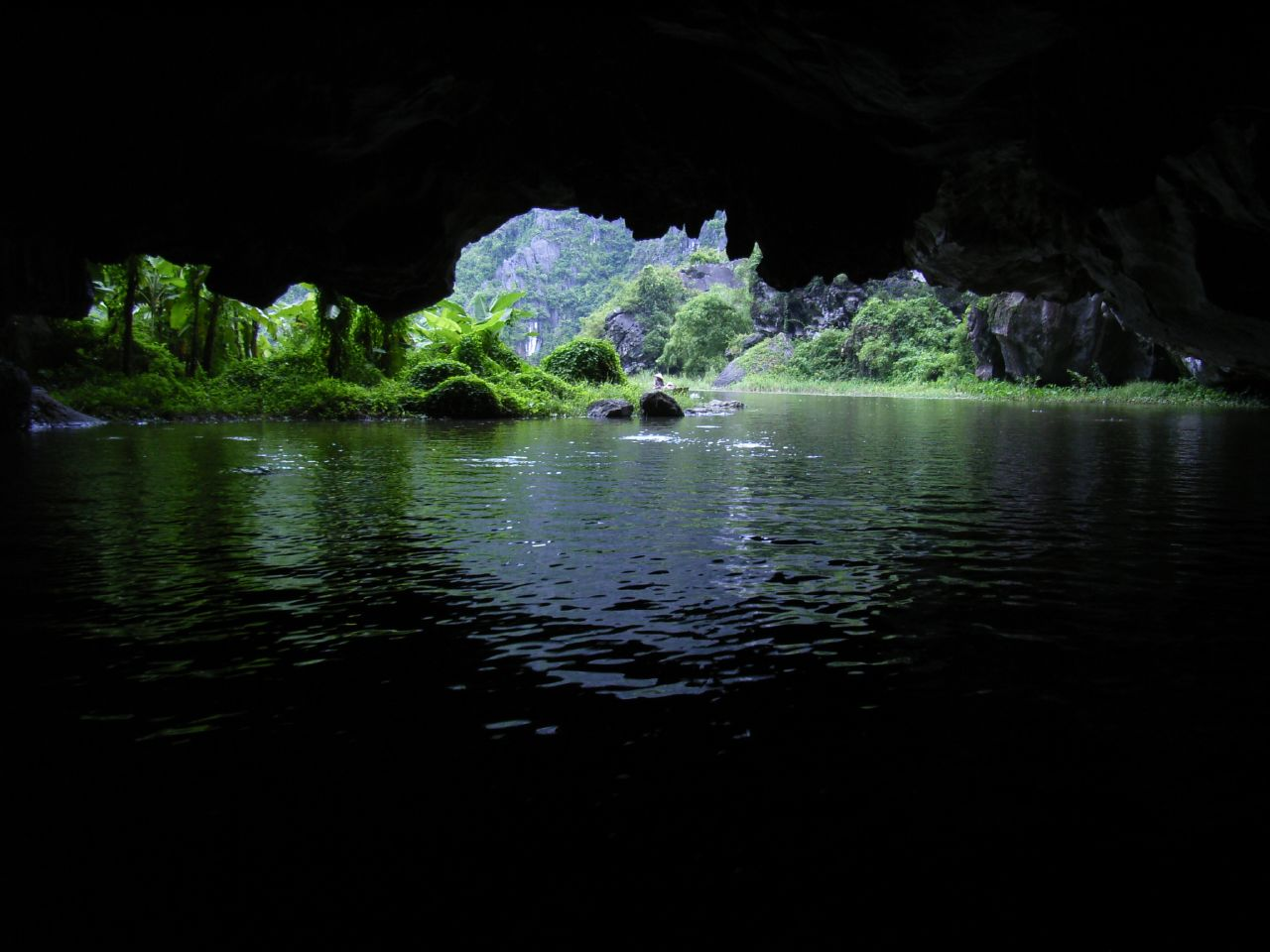
땀꼭은 수로를 관통하며 3개의 동굴이 있다
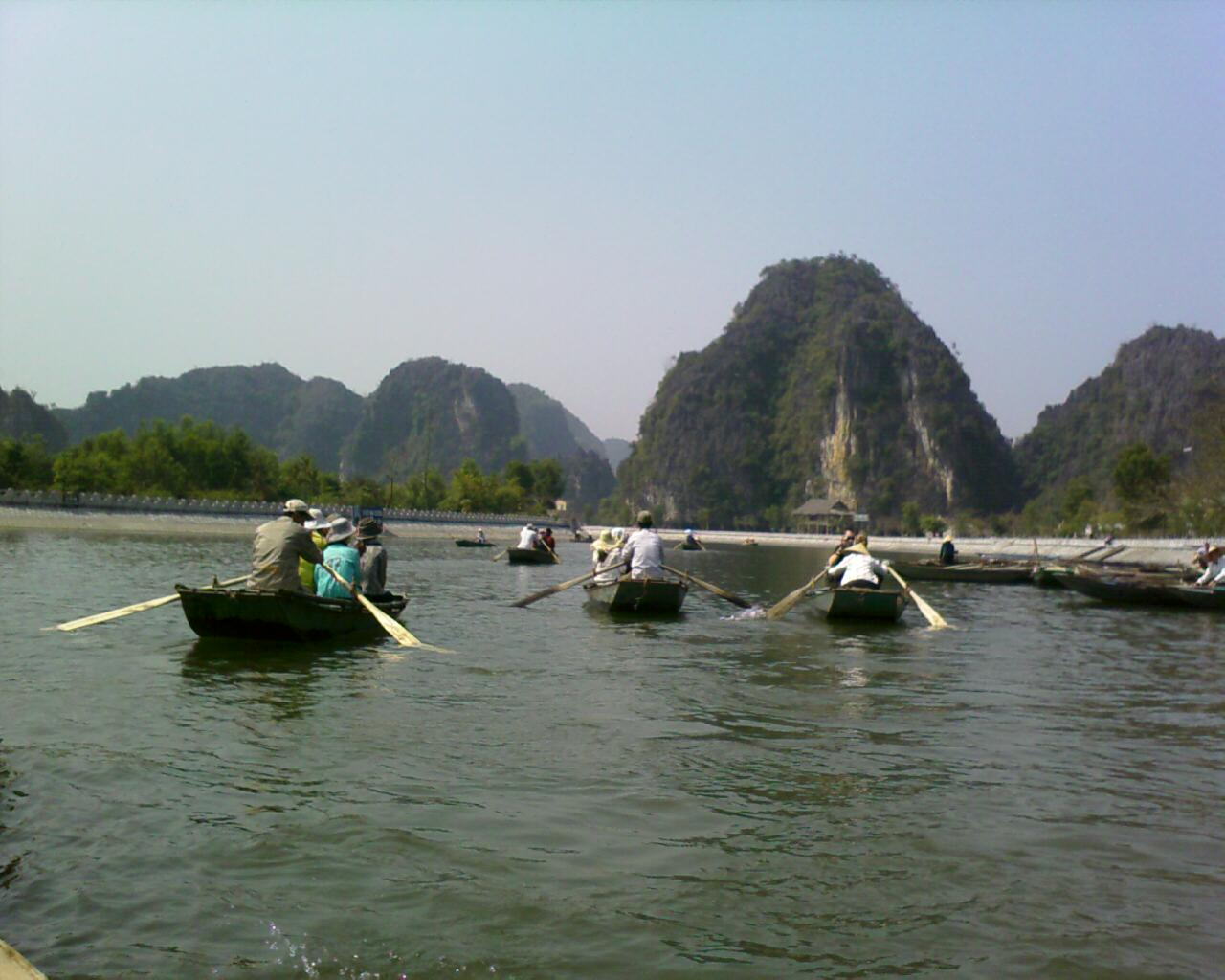
땀꼭 수로 구역
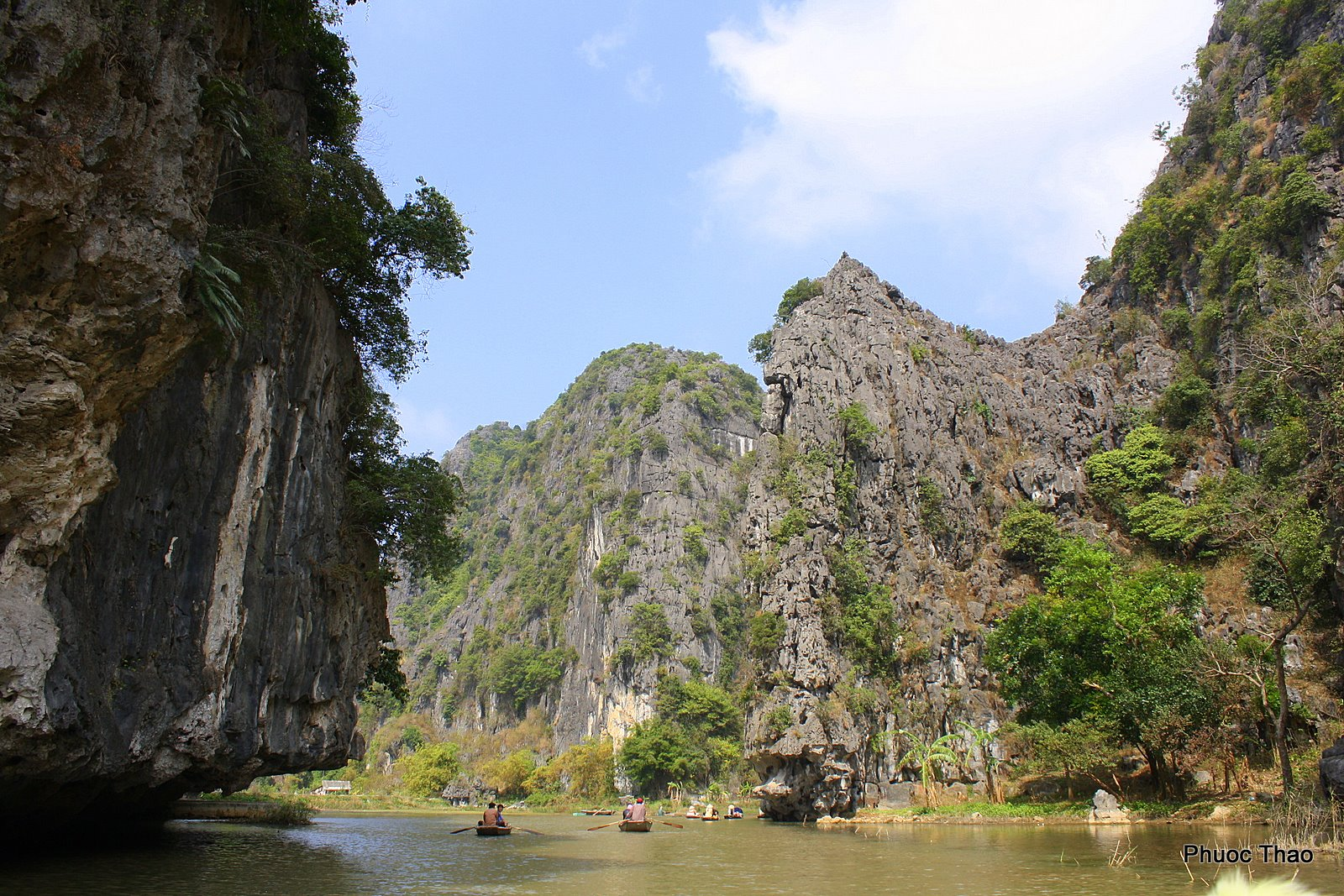
땀꼭으로 가는 길의 절벽들

타이비 사원은 쩐타이똥 왕, 쩐타인똥 왕, 쩐흥다오 장군, 쩐꽝까이 그리고 건가황후(建嘉皇后)를 숭배하는 곳이다. 옛날에 땀꼭의 산맥에서 쩐 왕조가 응우옌 몽에 대한 저항하며 이곳에 와서 불럼 황궁을 세웠다. 땀꼭 유람선에서 타이비 사원까지 걸어서 갈 수 있고, 땀꼭 보트 선착장에서 2km 떨어진 도로로 갈 수도 있다.
티엔흐엉 동굴은 응오동강에서 타이비 사원으로 가는 길에 있으며, 지상에서 해발 약 15m의 산 중턱에 위치한 건조하고 밝은 동굴이다. 동굴의 높이는 약 60m, 깊이는 40m, 너비는 20m이다. 동굴이 비어 있어 천국굴이라고도 불린다. 동굴 안에 있는 절은 닌하이 사의 사람들에게 전달된 사람으로서 리 혜종의 아내인 건가황후(建嘉皇后)에게 봉헌한 절이다.